# Storia di un amore d'argento
Storia di un amore d'argento (The Silver Metal Lover) è un romanzo di fantascienza della scrittrice britannica Tanith Lee, il primo di una mini-serie che ebbe due seguiti; racconta di una serie di robot umanoidi talmente sofisticati da risultare indistinguibili dagli esseri umani.

## Scenario
In un futuro non troppo lontano, un asteroide itinerante è stato catturato dalla gravità terrestre e ha causato una serie di cataclismi naturali prima di stabilizzarsi in orbita, da dove provoca ancora periodici terremoti. La storia è ambientata in una città non precisata, e i protagonisti sono tutti giovani delle classi abbienti, che vivono in quartieri di lusso, mantenuti a spese dei genitori.

## Trama
La sedicenne Jane, figlia nata in provetta della ricchissima Dameta, si innamora perdutamente di un automa di qualità estremamente sofisticata, prototipo di una serie di robot della ditta costruttrice E.M.: si tratta di un essere artificiale della classe S.I.L.V.E.R., che comprende prodotti con tendenze artistiche; nella fattispecie, l'automa sa suonare e cantare, solo l'epidermide di colore argento lo distingue da un essere umano.
L'automa, che Jane chiama semplicemente Silver, è la prima esperienza sentimentale della ragazzina, lei stessa si stupisce del sentimento irrazionale che l'ha presa; tuttavia è felice, prova amore e gelosia, e grande soddisfazione quando decide di avere con lui il suo primo rapporto sessuale.  Quando però la produzione di robot così sofisticati da confondersi con gli umani raggiunge il grande pubblico, il popolo si rivolta e circonda la fabbrica con intenti bellicosi, proprio nel momento in cui Jane è venuta a informarsi sul prezzo dell'automa.
Il prezzo richiesto è molto al di sopra delle possibilità della piccola rendita mensile garantitale dalla madre. Con un colpo di testa, Jane vende a un antiquario tutti gli arredamenti dell'appartamento a sua disposizione nella casa familiare, e acquista Silver tramite un'amica compiacente, la bella e instabile Egyptia, che si presta a firmare il contratto in quanto maggiorenne. Deve però lasciare casa e trasferirsi a vivere nei sobborghi della vasta città, insieme al suo amante automa che finge di essere umano. Siccome Dameta le taglia la rendita, Jane è costretta a accettare al proposta di Silver che vuole esibirsi come artista da strada, in modo da trovare i soldi per l'affitto e per sopravvivere senza altre entrate. Tanto grande è il suo talento, anche nello scrivere canzoni, che raduna sempre intorno a sé una piccola folla di ammiratori.
È un periodo di grande felicità per Jane, che vive un vero e proprio idillio scoprendo sentimenti insolitamente umani in Silver, il quale sembra avere un'evoluzione psicologica che lo porta persino a un vero e proprio orgasmo durante un rapporto. Tutto ciò dura fino al momento in cui, dietro pressione popolare, i robot vengono ritirati dal mercato. Jane teme di perdere colui che ormai considera un uomo, e che comincia a sviluppare sentimenti sempre più sofisticati. Organizza una fuga verso l'estero, ma viene intercettata e Silver, che non risulta di sua proprietà in quanto minorenne, viene restituito da Egyptia alla E.M. per lo smantellamento.
Jane tenta il suicidio, viene salvata all'ultimo momento. Silver riesce a mettersi in contatto con lei da un imprecisato aldilà, e la esorta a vivere in pieno la propria vita, in attesa di un futuro ricongiungimento.

## Edizioni
- Tanith Lee, Storia di un amore d'argento, traduzione di Lella Moruzzi, Biblioteca di Nova SF*, Noghra, 2006.